# Jocs Olímpics d'Estiu de 1904
Els Jocs Olímpics d'Estiu de 1904, oficialment anomenats Jocs Olímpics de la III Olimpíada, es van celebrar a la ciutat de Saint Louis (Estats Units) entre l'1 de juliol i el 23 de novembre de 1904. Hi van participar 651 atletes de 12 comitès nacionals diferents, que competiren en 91 proves de 17 esports olímpics.

## Antecedents
Originàriament s'atorgà l'esdeveniment a la ciutat de Chicago, però la Louisiana Purchase Exposition (l'Exposició Universal) no acceptà un altre esdeveniment internacional durant les mateixes dates. La ciutat de Saint Louis començà a pressionar amb l'amenaça d'unes competicions esportives paral·leles i finalment, el baró Pierre de Coubertin acceptà atorgar els jocs a la ciutat de Louisiana.
Saint Louis va repetir els mateixos errors que quatre anys abans havia comès París. Les competicions es reduïren a una simple exhibició cultural més dins l'Exposició i es perllongaren durant cinc llargs mesos. A més, les competicions se barrejaren amb altres competicions esportives menors que també reberen l'apel·latiu d'olímpiques. Hi prengueren part prop de 700 atletes, vuit d'ells dones. Foren els primers Jocs en què s'entregaren medalles d'or, argent i bronze.

## Comitès participants

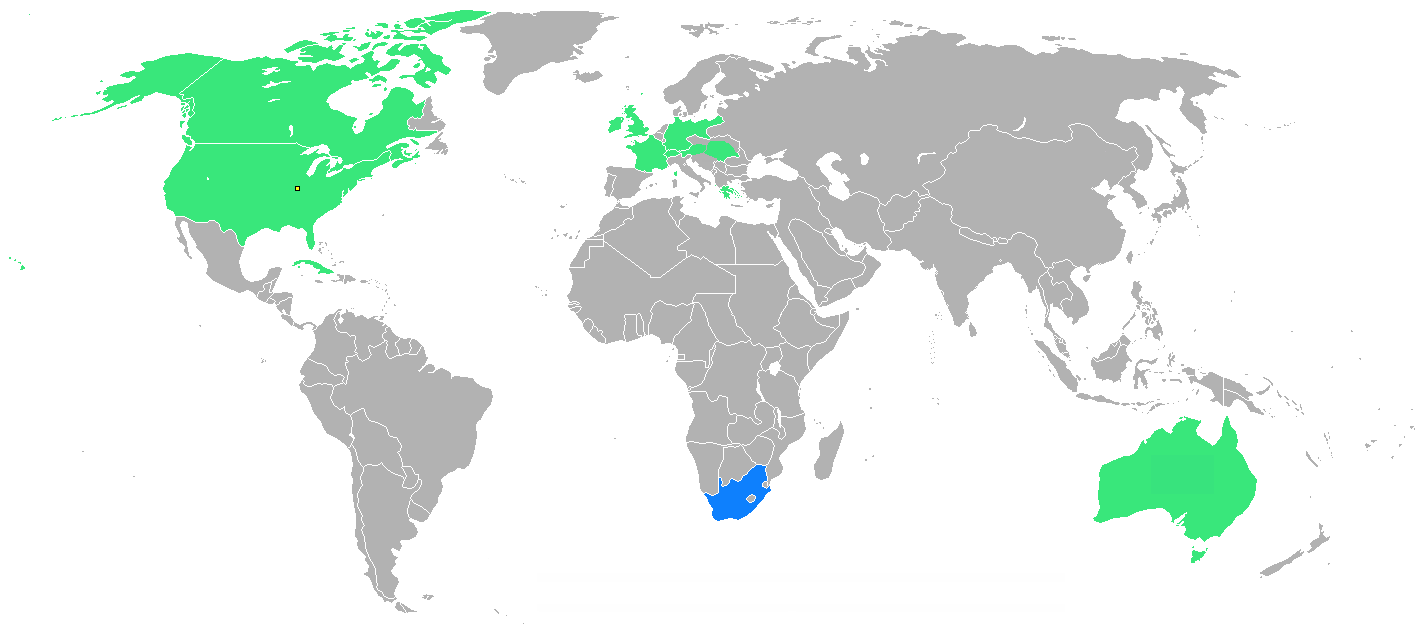
Països participants.

En aquests Jocs Olímpics sols hi van prendre part 12 comitès nacionals. Hi participà per primera vegada Sud-àfrica i hi deixà de participar Argentina, Bèlgica, Bohèmia, Dinamarca, Espanya, Imperi Rus, Índia, Itàlia, Mèxic, Noruega, Països Baixos, Perú, Romania i Suècia.
El número entre parèntesis indica la quantitat coneguda de participants per a cada país.
| - Imperi Alemany (17) - Austràlia (2) - Àustria (2) - Canadà (52) - Cuba (3) - Estats Units (523) | - França (1) - Grècia (14) - Hongria (4) - Regne Unit (3) - Sud-àfrica (8) - Suïssa (1) |

## Esports disputats
Un total de 18 esports formaren part del programa dels Jocs Olímpics de 1904. La lluita i l'halterofília retornaren al programa, amb altres nous esports.

## Seus
- Creve Coeur Lake - Rem

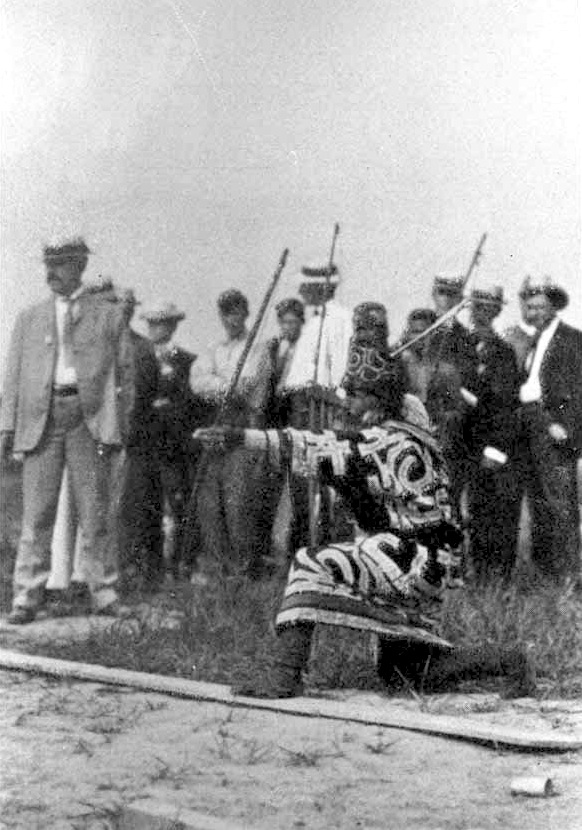
Un home Ainu competint en la prova d'arc durant els anomenats "Anthropology Days".

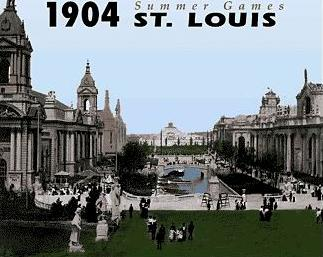
Cerimònia d'obertura.

- Francis Field - Atletisme, Ciclisme, Joc d'estirar la corda, Futbol, Gimnàstica, Lacrosse, Lluita, Roque, Tennis, Tir amb arc i Halterofília.
- Francis Gymnasium - Boxa i Esgrima
- Forest Park - Natació, Salts i Waterpolo
- Glen Echo Country Club - Golf

## Resum esportiu

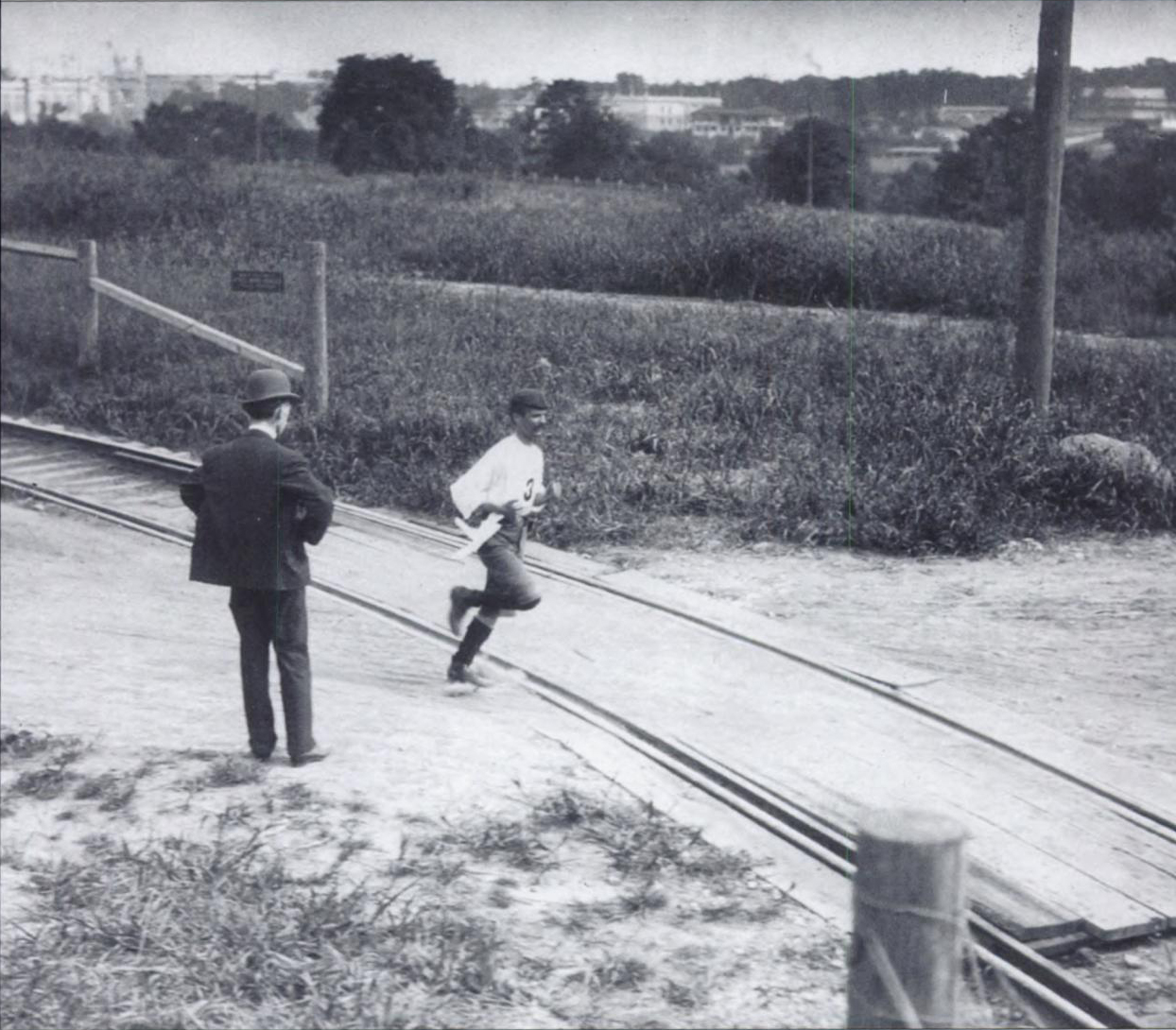
Felix Carvajal a la marató.

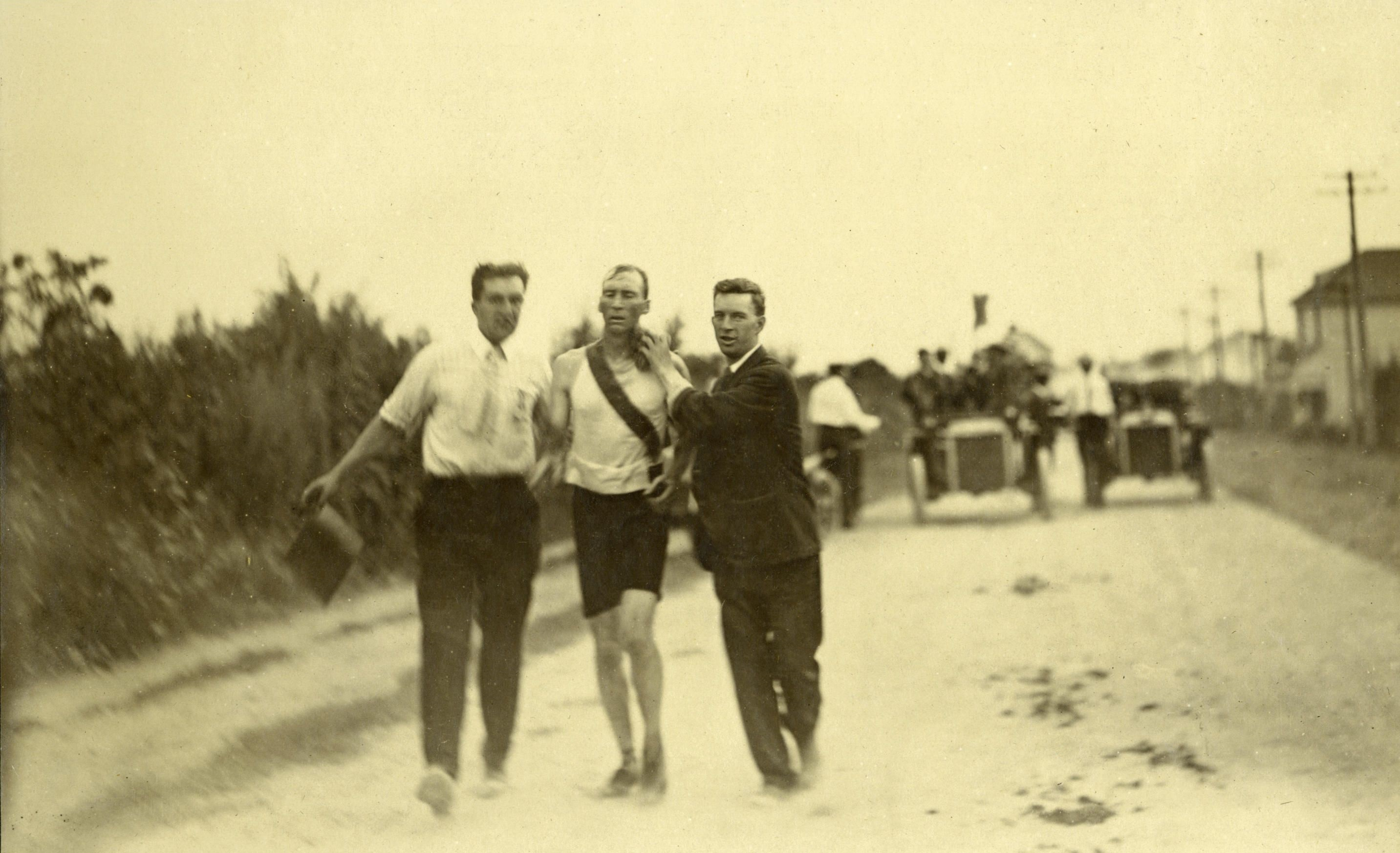
Hicks amb seguidors a la marató.

Aquests jocs van ser clarament dominats pels esportistes estatunidencs. La tensió que es vivia a Europa causada per la guerra russojaponesa i la dificultat del trasllat a Saint Louis va fer que alguns dels millors atletes del vell continent no hi prenguessin part. Sí que hi van participar els dos primers atletes africans en uns jocs, Len Tau i Jan Mashiani, dos tswana i que es trobaven a la ciutat per ser exhibits a l'Exposició Universal.
El gimnasta nord-americà Anton Heida fou el millor esportista dels jocs amb cinc medalles d'or i una d'argent. El gimnasta nord-americà George Eyser també va destacar, amb un total de sis medalles, tot i tenir la cama esquerra de fusta.
En atletisme els atletes més destacats foren Jim Lightbody, que guanyà tres medalles d'or: en 2500 metres obstacles, 800 i 1500 metres, amb rècord del món en aquesta darrera prova, i una medalla de plata; Harry Hillman, que guanyà els 200 m tanques, 400 m i 400 m tanques; el velocista Archie Hahn també guanyà tres ors en 60 m, 100 m i 200 m. El seu rècord olímpic en aquesta darrera prova no fou batut fins 28 anys més tard.
La prova de llançament de disc fou una de les més disputades. Martin Sheridan i Ralph Rose van empatar al final amb un llançament de 39,28 metres. Els jutges decidiren atorgar un llançament de desempat en què sortí victoriós Sheridan.
L'estatunidenc Ray C. Ewry tornà a guanyar les tres medalles d'or en les proves de salt de longitud, salt d'altura i triple salt sense cursa.
El millor esportista no americà fou l'alemany Emil Rausch que guanyà tres proves de natació. L'hongarès Zoltan Halmay i el nord-americà Charles Daniels van guanyar dues medalles d'or més de natació.

## Medaller

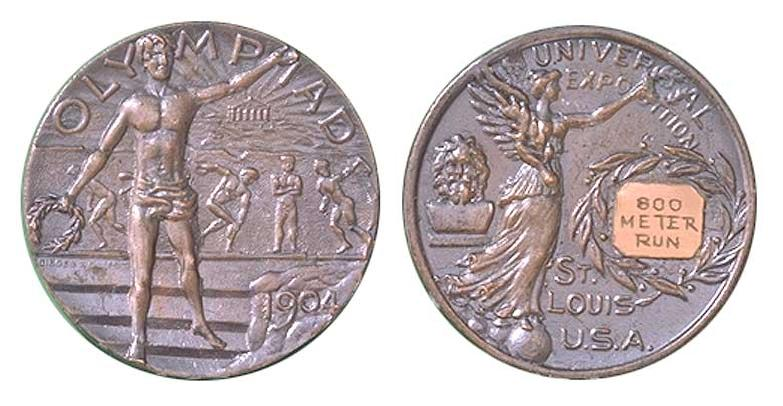
Medalla d'argent de la prova de 800m.

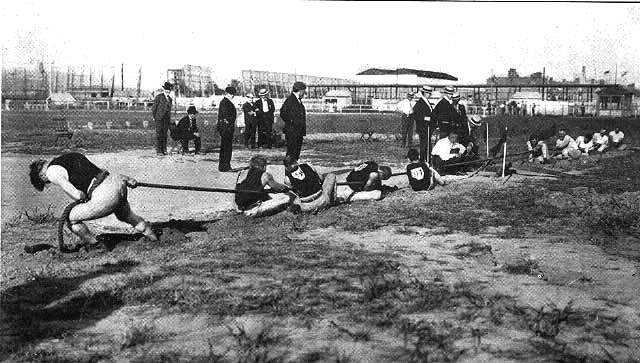
Competició de joc d'estirar la corda als Jocs de 1904.

(País amfitrió ressaltat.)
| Jocs Olímpics d'estiu 1904 | Jocs Olímpics d'estiu 1904 | Jocs Olímpics d'estiu 1904 | Jocs Olímpics d'estiu 1904 | Jocs Olímpics d'estiu 1904 | Anells Olímpics |
| Posició                    | País                       | Or                         | Plata                      | Bronze                     | Total           |
| 1                          | Estats Units               | 79                         | 83                         | 80                         | 242             |
| 2                          | Alemanya                   | 4                          | 4                          | 5                          | 13              |
| 3                          | Cuba                       | 4                          | 2                          | 3                          | 9               |
| 4                          | Canadà                     | 4                          | 1                          | 1                          | 6               |
| 5                          | Hongria                    | 2                          | 1                          | 1                          | 4               |
| 6                          | Equip mixt                 | 1                          | 1                          | 0                          | 2               |
| 6                          | Regne Unit                 | 1                          | 1                          | 0                          | 2               |
| 8                          | Grècia                     | 1                          | 0                          | 1                          | 2               |
| 8                          | Suïssa                     | 1                          | 0                          | 1                          | 2               |
| 10                         | Àustria                    | 0                          | 0                          | 1                          | 1               |

### Medallistes més guardonats
Categoria masculina
| Nom                   | CON                              | Disciplina           | Or | Plata | Bronze | Total |
| Anton Heida           | Estats Units                     | Gimnàstica           | 5  | 1     | 0      | 6     |
| George Eyser          | Estats Units                     | Gimnàstica           | 3  | 2     | 1      | 6     |
| Burton Downing        | Estats Units                     | Ciclisme             | 2  | 3     | 1      | 6     |
| Marcus Hurley         | Estats Units                     | Ciclisme             | 4  | 0     | 1      | 5     |
| Charlie Daniels       | Estats Units                     | Natació              | 3  | 1     | 1      | 5     |
| Albertson Van Zo Post | Estats Units · Cuba · Equip mixt | Esgrima              | 2  | 1     | 2      | 5     |
| William Merz          | Estats Units                     | Gimnàstica Atletisme | 0  | 1     | 4      | 5     |

Categoria femenina
| Nom            | CON          | Disciplina  | Or | Plata | Bronze | Total |
| Matilda Howell | Estats Units | Tir amb arc | 3  | 0     | 0      | 2     |
| Jessie Pollock | Estats Units | Tir amb arc | 1  | 0     | 2      | 3     |
| Emma Cooke     | Estats Units | Tir amb arc | 0  | 3     | 0      | 3     |